# Chó Alpine Spaniel
Alpine Spaniel là một giống chó đã tuyệt chủng từng được sử dụng trong các cuộc giải cứu trên núi bởi các tu sĩ dòng Canon Augustin, vốn là những người điều hành các nhà tế bần trong khu vực quanh Đèo St. Bernard Lớn. Chó Alpine Spaniel là một loại chó lớn đáng chú ý với bộ lông dày của nó. Một trong những mẫu vật nổi tiếng nhất của loài chó Alpine Spaniel là con chó Barry, tuy nhiên cơ thể được bảo quản của nó đã được sửa đổi nhiều hơn một lần để phù hợp với mô tả về một giống chó khác đã tuyệt chủng từ trước đó. Do các điều kiện khắc nghiệt trong dãy núi Alps, và một loạt các tai nạn, sự tuyệt chủng của loài chó này đã được các tác giả thảo luận trong thập niên 1830, vào một thời điểm nào đó trước năm 1847, toàn bộ giống chó này bị giảm đột ngột chỉ còn một con do bệnh tật. Bằng chứng còn lại tại Bảo tàng Lịch sử Tự nhiên Bern cho thấy hai giống chó khác nhau đã được sử dụng trong khu vực trên trong khoảng thời gian này. Loài này được cho là tiền thân của loài chó St. Bernard hiện đại và chó Clumber Spaniel.

## Mô tả
Alpine Spaniel là một giống chó spaniel lớn, được mô tả là cao đến 50 cm tính đến vai và dài 1.5m từ mũi đến đuôi. Nó có một bộ lông được thiết kế chặt chẽ, thô ráp hơn so với của chó Cocker Spaniel Anh hoặc chó Springer Spaniel Anh. Là một giống chó thông minh, nó đặc biệt thích nghi với khí hậu của dãy Alps Thụy Sĩ.
Hộp sọ cũ trong bộ sưu tập của Bảo tàng Lịch sử Tự nhiên ở Bern thể hiện sự đa dạng về hình dạng đầu. Bộ sưu tập chứng minh ít nhất có hai biến thể riêng biệt của loài chó này trong cùng một khoảng thời gian. Các hộp sọ lớn hơn có một điểm dừng rõ rệt hơn với mõm ngắn hơn trong khi các hộp sọ nhỏ hơn cho thấy một điểm dừng ít rõ ràng và mõm dài hơn.

## Lịch sử

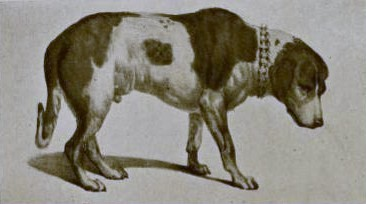
Một bản vẽ của cơ thể nhồi bông của chó Barry, một con chó thuộc sở hữu của St. Bernard Hospice vào khoảng năm 1800 trước khi sửa đổi được thực hiện vào năm 1923.

Các tu viện ở dãy Alps nuôi chó Alpine Spaniel để tìm kiếm du khách bị lạc trong những trận bão tuyết lớn, bao gồm cả nhà thờ St. Bernard Hospice Lớn ở Đèo St. Bernard Lớn giữa Ý và Thụy Sĩ. Những con chó sẽ được thả đi theo cặp để tìm kiếm những người du hành bị ngã trong bão tuyết, và được huấn luyện để khi chúng tìm thấy người thì chúng sẽ trở lại với các tu sĩ để dẫn những người cứu hộ đến cứu những người không may. Giống chó Alpine cũng được sử dụng như một loài chó giám sát gia súc để bảo vệ cừu và gia súc của các vùng miền núi, bao gồm cả dãy Himalaya.
Giữa năm 1800 và 1814, một con chó tên là Barry đã sống với tư cách như một con chó cứu hộ tại St. Bernard Hospice Lớn, và đã nổi tiếng vào thời điểm đó đến mức cơ thể của nó được bảo tồn tại Bảo tàng Lịch sử Tự nhiên Bern. Tuy nhiên, trong thời gian bảo tồn, những người độn xác cho nó và giám đốc của Bảo tàng đã đồng ý sửa đổi lại cơ thể nó để trông nó giống với những loài chó nổi tiếng trong thời gian đó. Đầu nhồi bông của con chó này đã được sửa đổi thêm vào năm 1923 để đại diện cho loài chó Saint Bernard của thời đại đó. Trước đó hộp sọ của chó Barry là phẳng hơn với điểm dừng vừa phải.